# العلاقات الغابونية الفلبينية
العلاقات الغابونية الفلبينية هي العلاقات الثنائية التي تجمع بين الغابون والفلبين.

## مقارنة بين البلدين
هذه مقارنة عامة ومرجعية للدولتين:
| وجه المقارنة                                              | الغابون                        | الفلبين                       |
| --------------------------------------------------------- | ------------------------------ | ----------------------------- |
| المساحة (كم2)                                             | 267.67 ألف                     | 343.45 ألف                    |
| عدد السكان (نسمة)                                         | 2.03 مليون                     | 104.92 مليون                  |
| الكثافة السكانية (ن./كم²)                                 | 7.58                           | 305.49                        |
| العاصمة                                                   | ليبرفيل                        | مانيلا                        |
| اللغة الرسمية                                             | لغة فرنسية                     | اللغة الفلبينية، لغة إنجليزية |
| العملة                                                    | فرنك وسط أفريقي                | بيسو فلبيني                   |
| الناتج المحلي الإجمالي (بليون دولار)                      | 14.62 مليار                    | 313.60 مليار                  |
| الناتج المحلي الإجمالي (تعادل القوة الشرائية) بليون دولار | 34.65 مليار                    | 743.90 مليار                  |
| الناتج المحلي الإجمالي الاسمي للفرد دولار أمريكي          | 8.27 ألف                       | 2.90 ألف                      |
| الناتج المحلي الإجمالي للفرد دولار أمريكي                 | 19.43 ألف                      | 7.39 ألف                      |
| مؤشر التنمية البشرية                                      | 0.684                          | 0.668                         |
| رمز المكالمات الدولي                                      | +241                           | +63                           |
| رمز الإنترنت                                              | .ga                            | .ph                           |
| المنطقة الزمنية                                           | ت ع م+01:00، توقيت غرب أفريقيا | توقيت الفلبين                 |

## منظمات دولية مشتركة
يشترك البلدان في عضوية مجموعة من المنظمات الدولية، منها:
| علم المنظمة | اسم المنظمة                               | تاريخ انضمام الغابون | تاريخ انضمام الفلبين |
| ----------- | ----------------------------------------- | -------------------- | -------------------- |
|             | يونسكو                                    | 16 نوفمبر 1960       | 21 نوفمبر 1946       |
|             | الفريق المعني برصد الأرض                  | ?                    | ?                    |
|             | مؤسسة التمويل الدولية                     | 20 أكتوبر 1970       | 12 أغسطس 1957        |
|             | المركز الدولي لتسوية المنازعات الاستشارية | 14 أكتوبر 1966       | 17 ديسمبر 1978       |
|             | منظمة حظر الأسلحة الكيميائية              | ?                    | ?                    |
|             | مؤسسة التنمية الدولية                     | 4 نوفمبر 1963        | 28 أكتوبر 1960       |
|             | منظمة التجارة العالمية                    | ?                    | 1995                 |
|             | وكالة ضمان الاستثمار متعدد الأطراف        | 26 مارس 2003         | 8 فبراير 1994        |
|             | الاتحاد البريدي العالمي                   | ?                    | ?                    |
|             | الاتحاد الدولي للاتصالات                  | 28 ديسمبر 1960       | 25 مايو 1912         |
|             | منظمة الشرطة الجنائية الدولية             | ?                    | ?                    |
|             | الأمم المتحدة                             | 20 سبتمبر 1960       | 24 أكتوبر 1945       |
|             | البنك الدولي للإنشاء والتعمير             | 10 سبتمبر 1963       | 27 ديسمبر 1945       |

## وصلات خارجية
- موقع وزارة الخارجية الفلبينية